# Лангенвајсбах
Лангенвајсбах (њем. Langenweißbach) општина је у њемачкој савезној држави Саксонија. Једно је од 33 општинска средишта округа Цвикау. Према процјени из 2010. у општини је живјело 2.772 становника. Посједује регионалну шифру (AGS) 14524150.

## Географски и демографски подаци
Лангенвајсбах се налази у савезној држави Саксонија у округу Цвикау. Општина се налази на надморској висини од 370 метара. Површина општине износи 22,7 km². У самом мјесту је, према процјени из 2010. године, живјело 2.772 становника. Просјечна густина становништва износи 122 становника/km².